# Turgut Özakman
Turgut Özakman (Ankara, 1 de septiembre de 1930 – Ankara, 28 de septiembre de 2013) fue un abogado y escritor turco.

## Biografía
En 1952, Özakman se graduó en la Universidad de Ankara y ejerció como abogado. Después de estudiar dramaturgia en la Universidad de Colonia, fue nombrado como dramaturgo en el Teatro de Ankara (Ankara Devlet Tiyatrosu). Después de esta experiencia, sirvió en la Corporación Turca de Radio y Televisión (TRT) como director. Entre 1983 y 1987 fue director general de los Teatros del Estado. Entre 1984 y 1994 fue el vicepresidente del Consejo Supremo de Radio y Televisión Turco (RTÜK).

## Trabajos
Como escritor, escribió muchas obras y novelas. Pero su obras más notables son las que de forma conjunta son llamadas Türkiye Üçlemesi ("Triplete turco")
- Şu Çılgın Türkler (Estos turcos locos) sobre la Guerra de Independencia turca (publicada en 2005)[3]
- Diriliş Çanakkale 1915 (Resuscitation, Çanakkale 1915) sobre la Batalla de Galípoli (publicada en 2008)[4]
- Cumhuriyet Türk Mucizesi (República un milagro turco) sobre la fundación de la República Turca (publicada en 2009)[5]

Estas novelas (de más de 600 páginas) son semidocumentales con fuentes, mapas y fotos de archivo. Pero, para facilitar la lectura, se ha añadido una historia de romance para convertirlas en novelas. Entre ellos, Şu Çılgın Türkler rompió los récords de ventas en Turquía en 2005. Hasta 2013 ha habido 311 impresiones.